# آسیاب شماره ۵ کورسا
آسیاب شماره ۵ کورسا مربوط به دوره قاجار -اوایل دوره پهلوی است و در شهرستان کهگیلویه، روستای شهید دارکوب واقع شده و این اثر در تاریخ ۱۱ دی ۱۳۸۰ با شمارهٔ ثبت ۴۵۶۱ به‌عنوان یکی از آثار ملی ایران به ثبت رسیده است.